# Krasznoborszki járás

A Krasznoborszki járás az Arhangelszki területen

A Krasznoborszki járás (oroszul Красноборский муниципальный район) Oroszország egyik járása az Arhangelszki területen. Székhelye Krasznoborszk.

## Népesség
- 1989-ben 20 491 lakosa volt.
- 2002-ben 17 144 lakosa volt.
- 2010-ben 13 815 lakosa volt.